# ハダニ科
ハダニ科 Tetranychidae は、ダニの仲間の1群。植物組織の汁を吸うもので、農業害虫がとても多く含まれている。

## 概説
ハダニ科のダニは全て植食性で、葉裏について葉肉の組織から汁を吸う。そのために鋏角は左右が合わさって先端は針状になっている。また足の先端の爪は吸着に適する形になる。多くのものが触肢から糸を出す。
栽培植物に着くものは農業害虫であり、特に繁殖力が高く、発育期間が短いことから大発生を起こしやすい。薬剤耐性を持ちやすいこともあり、駆除の難しい害虫である。

## 特徴
体は全体に楕円形が普通で、普通のダニ類と同様に顎体部と胴部に区分される。顎体部の先端はやや突き出して口吻 rostrum となる。鋏角はその下にあり、左右の対が基部で完全に癒合しており、これを担針体 Stylophore という。これは、ハダニ上科に共通する、この上科の最大の特徴である。担針体は突き出し、また体内に引き込むことが出来る。担針体の先端からは前に向かって突き出す1対の細長い鞭状の構造があり、これを口針 stylet という。口針は、本来は鋏角の可動指にあたる。口針は、摂食しない時には口吻の背面にある吻溝rostral gutter に収められ、摂食時には左右が合わさってストロー状となり、前に突き出る。触肢は短くて口吻に沿う。ナミハダニ亜科ではその基部の節にある毛の1本が出糸突起となり、ここから糸を出すことが出来る。
腹部背面には普通の毛がまばらに並び、この配列は分類上重視される。また、皮膚表面には細かな模様や皺があり、これも分類上の特徴である。歩脚は４対ある。その先端には1対の爪と、その間に爪間体（そうかんたい） empodium という構造を持つ。爪は元来は鎌状のものであるが、本科のものの多くで強く変形し、棒状になり、先で分枝して、その先端が粘毛 tenent hair になっている。それに代わって爪間体が爪状になるもの（爪間爪 empodial claw という）例もあり、やはり棒状で多くの毛を備える例もあり、これらの構造は分類上重視される。
雄の生殖器に挿入器を持ち、これは交尾器官である。これも種によって特徴が見られ、分類上も重視される。ただし、雌のみで繁殖し、雄のない種もある。
雌雄の判別は比較的容易で、雌は普通0.5mm程度で楕円形なのに対し、雄は0.3-0.4mmとやや小さく、後方が幅狭い逆三角形に近い形をしている。
ハダニ類の体色には黄色、黄緑、赤、橙など様々な色のものがある。また、食物の摂取状態や季節によっても色が変わり、見た目が全く異なることがある。例えばナミハダニは夏型の雌では黄緑色の体に大きな黒斑を1対持つが、休眠期の雌は全体に澄んだ橙黄色である。

## 生態

### 食性
この科のものは、全て植食性であり、植物体上で口針を植物組織に刺し、その内容物を吸収する。宿主植物に対する特異性は種によって異なる。例えばスギノハダニのように単一の種のみを宿主とするものもあり、逆にナミハダニやカンザワハダニは広食性で、広範囲の植物を宿主とする。オウトウハダニは複数種の宿主を攻撃するが、バラ科に範囲が限られる。ちなみに飼育下ではインゲンを宿主とすることで、ほとんどの種が飼育可能である。なお、口針を植物に差し入れる場合、気孔に差し込む例が多いことが分かっている。

### 生活史
雄の生殖器には交接器があり、いわゆる交尾が行われる。これはダニ類でも例が少なく、クモ綱の中でも普通ではない。
普通、卵から3対の歩脚を持つ幼生が孵化し、第1静止期を経て歩脚4対を持つ第1若虫となる。この後第2静止期、第2若虫、第3静止期を経て成体になる。一部の種では第2若虫の段階を飛ばす。期間としては卵の時期が全体の半分を占める。発育に要する時間は比較的早いナミハダニやカンザワハダニでは27～28℃で10～12日を要するに過ぎない。発育がいいのは8～10℃以上、30～35℃までの範囲で、一般には低湿度を好み、特にナミハダニ、ミカンハダニは低湿度でよく発育する。
雌は最終脱皮の直後に交尾するが、その前の第3静止期には雄がその側に待機し、他雄に対して防御することが多い。1頭の雌の回りに数匹の雄が待機する例もある。未交尾の雌が産卵すると、その卵からは全て雄が産まれる。交尾した雌からは雌雄両方が産まれ、自然状態ではほとんどがこの形をとる。産卵数が多いハダニ属では100程の卵を産む。一部に雄が存在せず、雌だけが単為生殖を行うクローバーハダニのような例もある。性決定は染色体がnのものが雄、2nのものが雌になる。
なお、産卵中の雌個体はあまり移動せず、狭い範囲に産卵することから、この類では近親交配になる率が高いと考えられる。これは後述するように、この類で薬剤抵抗性が発生しやすいことの理由の一つとも考えられる。
越冬は種によって決まっており、普通は卵か雌成虫である。発生は植物の生長に呼応し、常緑の植物では気温に依存する。普通は初夏までにピークがあり、夏に数を減らして秋には再び増加する。発育に要する時間が短いので、常に様々な発育段階のものが混在して見られる。年間の世代数は、飼育実験からの推定では10回以上、暖地では15-20かいに達すると思われる。

### 糸について

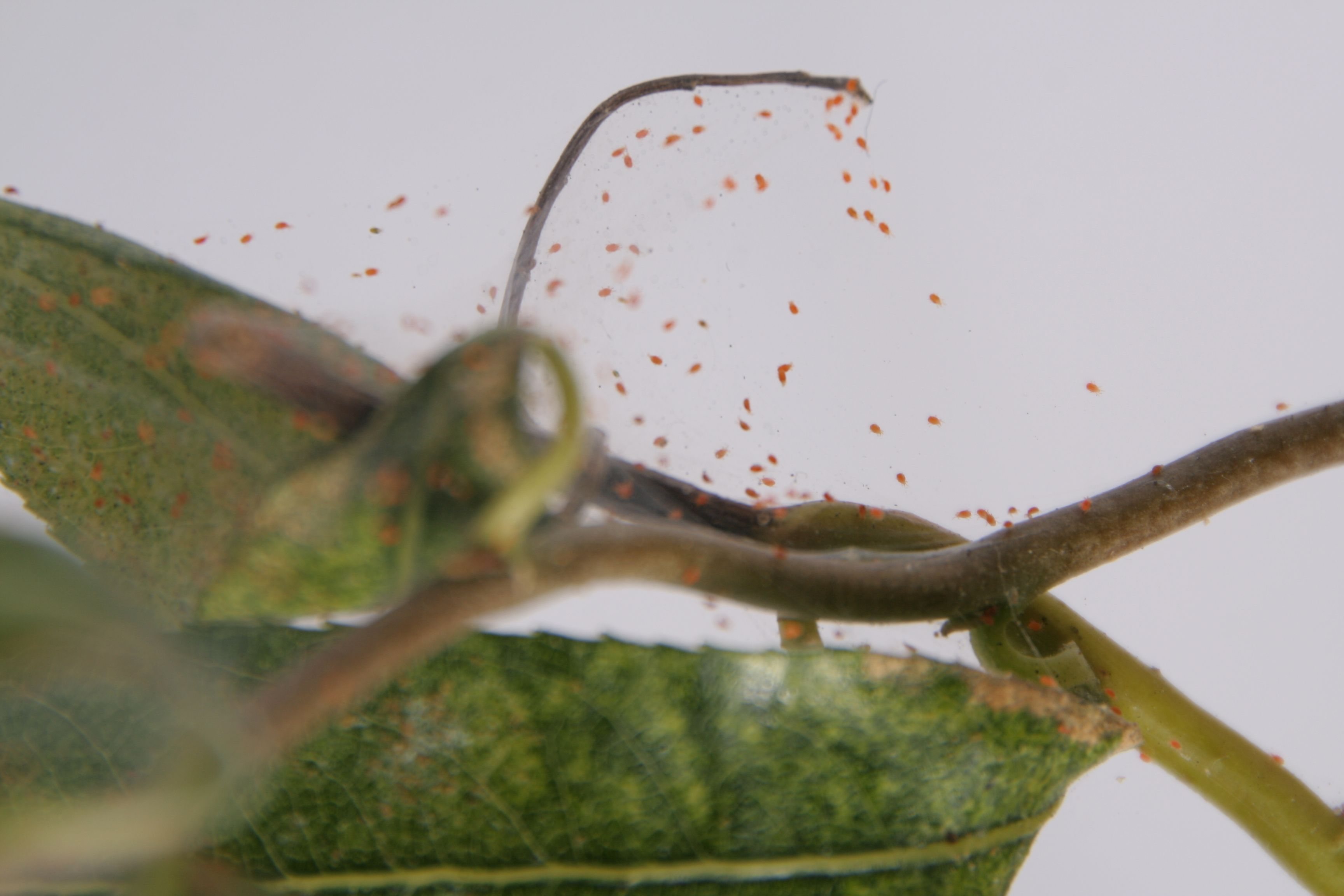
植物上にかけた糸に止まっているナミハダニ

ハダニ科のものは、上述のように多くのものが糸を出すことが出来る。これはダニ類では他に例がない訳ではないが、グループ広くまとまって糸を出すのはこの科だけである。糸は触肢から出るので左右2本出るが、直後にくっついて1本に見える。
糸の使い方としては、1つは命綱の役割である。ハダニ類の多くは葉裏を生活の場としており、その足には粘着のための構造が見られる。しかし野外観察では彼等は頻繁に落下している。だが、彼等はすぐには裏に戻ることが出来、これは糸をたどって戻るものとされている。彼等は歩行中、常に糸を出し、それを短い間隔で葉裏に付着させる。
もう1つは、網のような構造を作るための素材である。例えばリンゴハダニやミカンハダニは葉裏に卵を産む際に、その卵の上の箸から放射状に糸を張り、葉裏に押さえつけるような形に糸を引く。これは葉に卵を密着させることで、卵の水分を維持するものとの説がある。また、ナミハダニなどではその摂食する範囲の上に糸を引き回した粗い網を張る。ダニはその糸の付近ではゆっくりと動き、糸のない場ではより早く歩き回る。この糸が天敵であるカブリダニの捕食行動を妨げるとの報告もあり、少なくとも一定のシェルターとして働いている。更に、タケスゴモリハダニでは肉眼でも明らかにそれと分かる巣網を張る。ダニは新たな葉に留まるとまず糸を引いて葉の面に膜になるように糸を引き、それが終わって初めて摂食や産卵を始める。それには数時間を要する。巣が完成すると、ダニはその後の生活を全て巣の中で過ごす。のみならず少しずつ補強増強してその中で子孫を増やす。

## 分類
本科はハダニ上科に属し、この上科で最大の科である。同上科には他にヒメハダニ科 Tenuipalpidae とケナガハダニ科 Tuckerellidae があるが、ヒメハダニ科のものは触肢の脛節に爪を持たないことで、ケナガハダニ科のものは身体の後端に5-7対の体より長い背毛を持つことで判別出来る。

## 下位分類
全世界で1200種が知られ、これはハダニ上科では最大である。ビラハダニ亜科とナミハダニ亜科に分けられ、前者は歩行器の構造が原始的であり、後者の方が植物寄生への適応がより進んでいるものと考えられる。
日本からは約90種が知られている。代表的なものを以下に示す。
- Tetranychidae ハダニ科
  - Bryobiinae ビラハダニ亜科
    - Bryobiini ビラハダニ族
      - Bryobia ビラハダニ属：クローバービラハダニ・キクビラハダニ
      - Pseudovryobia マルビラハダニ属：マルビラハダニ

    - Hystrichonyini サキハダニ族
      - Tetranycopsis オニハダニ属：オニハダニ

    - Petrobiini ホモノハダニ族
      - Petrobia ホモノハダニ属：ホモノハダニ
      - Tetranychina カタバミハダニ属：カタバミハダニ

  - Tetranychinae ナミハダニ亜科
    - Eurytetranychini ヒロハダニ族
      - Rutetranychoides アラカシハダニ属：アラカシハダニ
      - Eutetranychus トウヨウハダニ属：トウヨウハダニ
      - Aponychus ヒラハダニ属：タイリクヒラハダニ

    - Tetranychini ナミハダニ族
      - Panonychus マルハダニ属：ササマルハダニ・リンゴハダニ・ミカンハダニ
      - Sasanychus ミドリハダニ属：ミドリハダニ・ヒメミドリハダニ
      - Schizotetranychus マタハダニ属：ヤナギマタハダニ・カシノキマタハダニ
      - Stigmaeopsis スゴモリハダニ属：タケスゴモリハダニ・ススキスゴモリハダニ
      - Yezonychus ケウスハダニ属：ケウスハダニ
      - Eotetranychus アケハダニ属：ウチダアケハダニ・アンズアケハダニ・クリアケハダニ・コウノアケハダニ
      - Oligonychus ツメハダニ属：マツツメハダニ・スギノハダニ・イネツメハダニ
      - Amphitetranychus クダハダニ属：オウトウハダニ
      - Tetranychus ナミハダニ属：アシノワハダニ・カンザワハダニ・ナミハダニ

## 利害
植食性であり、栽培植物を攻撃するものは農業害虫である。多くの重要な害虫がこの科に含まれる。同様に植物に加害するダニにはフシダニ類、ホコリダニ類、コナダニ類があるが、その中で本科のものは繁殖率が高くて繁殖が急激であること、駆除薬を常用すると薬剤抵抗性を獲得しやすいことから、防除の難しい害虫として農家に恐れられる。
化学的な農薬散布が行われる以前には、ハダニ類は重要な害虫ではなかったと考えられている。チャなどについては古い時代にも被害の記録があるが、これも恒常的なものではなかったようだ。現在ではハダニ類は重要な害虫となっているが、この変化についてはハダニ自身、あるいは栽培植物の変化でダニの繁殖力が高まったとする説と、農薬散布によって天敵が排除されたためとする説がある。短期的にも残留性の高い農薬を散布した後、特定のハダニが大発生する場合があり、この現象は「リサージェンス」と呼ばれる。チャのカンザワハダニ、柑橘類のミカンハダニでよく見られる。これは天敵が排除されるためとされる。
加害を受けた組織は吸汁痕が斑点状になるが、被害が大きくなるとは全体が黄色くなり、さらには褐色になって枯死する。若い葉が攻撃を受けると巻き込んだりと変形する例もあり、新芽では成長が停止する。名の通りに葉が優先的に攻撃を受けるが、密度が高くなると葉柄や果実も攻撃を受ける。葉の裏を好むものが多いが、ダニの種や植物の種によっては表が攻撃を受ける。
薬剤散布はハダニの抵抗性を増し、天敵を奪うことでむしろハダニの増殖を促す場合がある。そのために専用の殺ダニ剤が開発されているが、発育期間が短くて繁殖力が強い為、繰り返し散布する必要があり、やはり薬剤抵抗が問題になる。現在では害虫として問題になるのはそのような抵抗性を発達させた少数種に限られている。天敵による防除も試みられている。特にカブリダニ類は発育期間がハダニより更に短く、少数の餌でも成熟出来るので、ハダニの密度を低いレベルに押さえ込むことが可能である。チリカブリダニ Phytoseiulus persimilis はハダニ類のみを捕食し、日本では越冬が困難であることから生物農薬として用いられる。

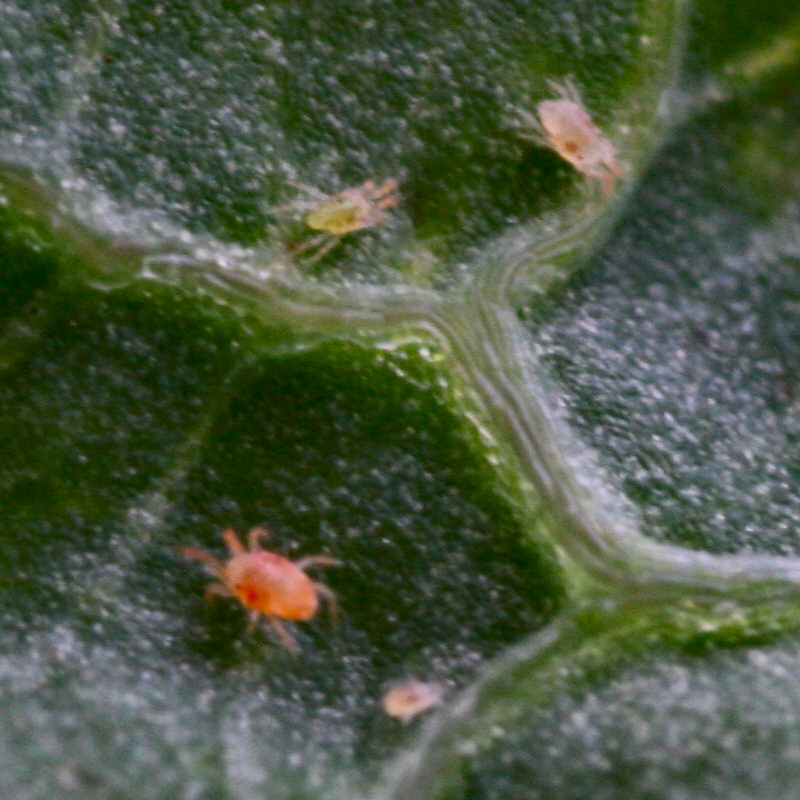
葉裏にいるハダニ
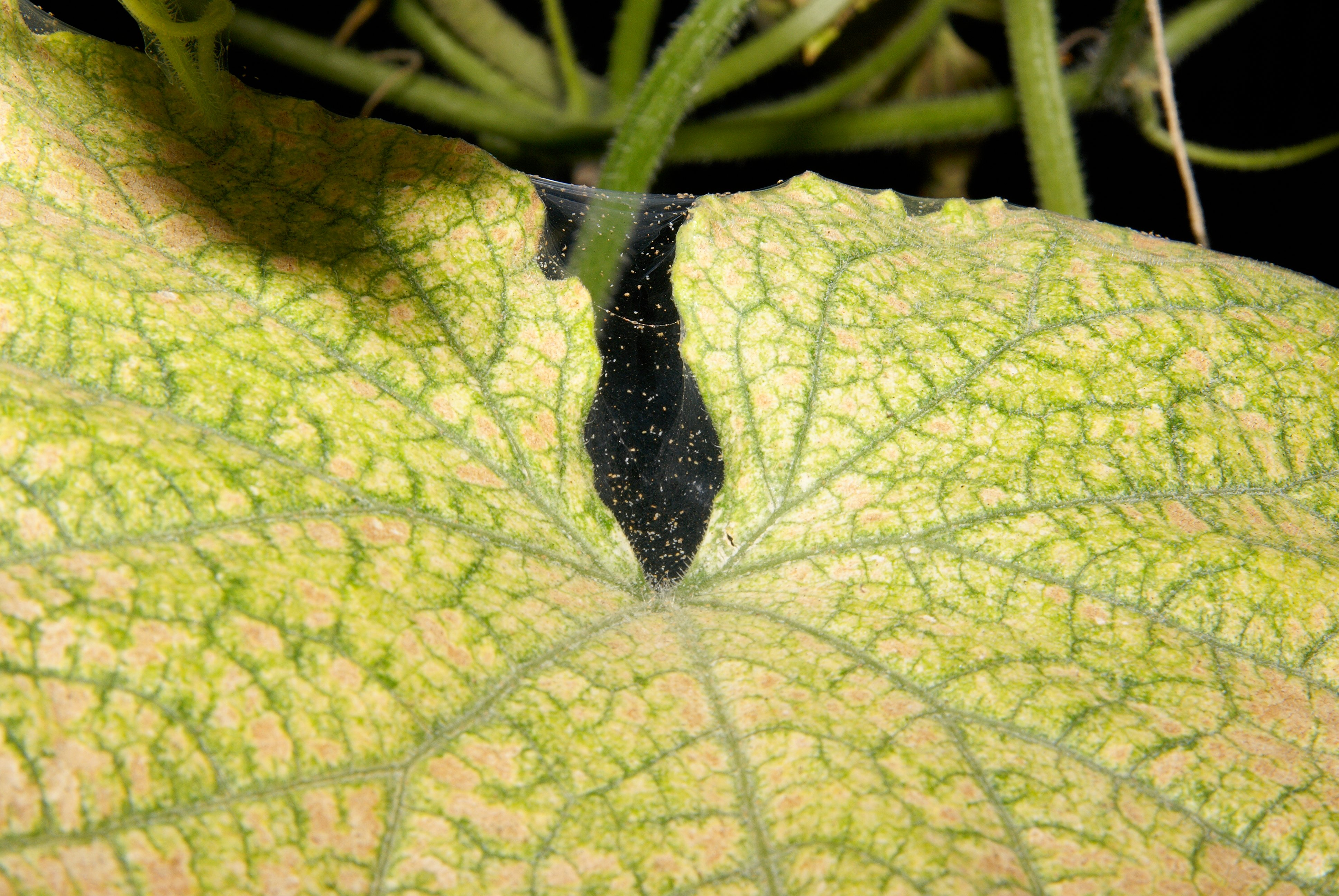
ハダニ被害・黄変した葉
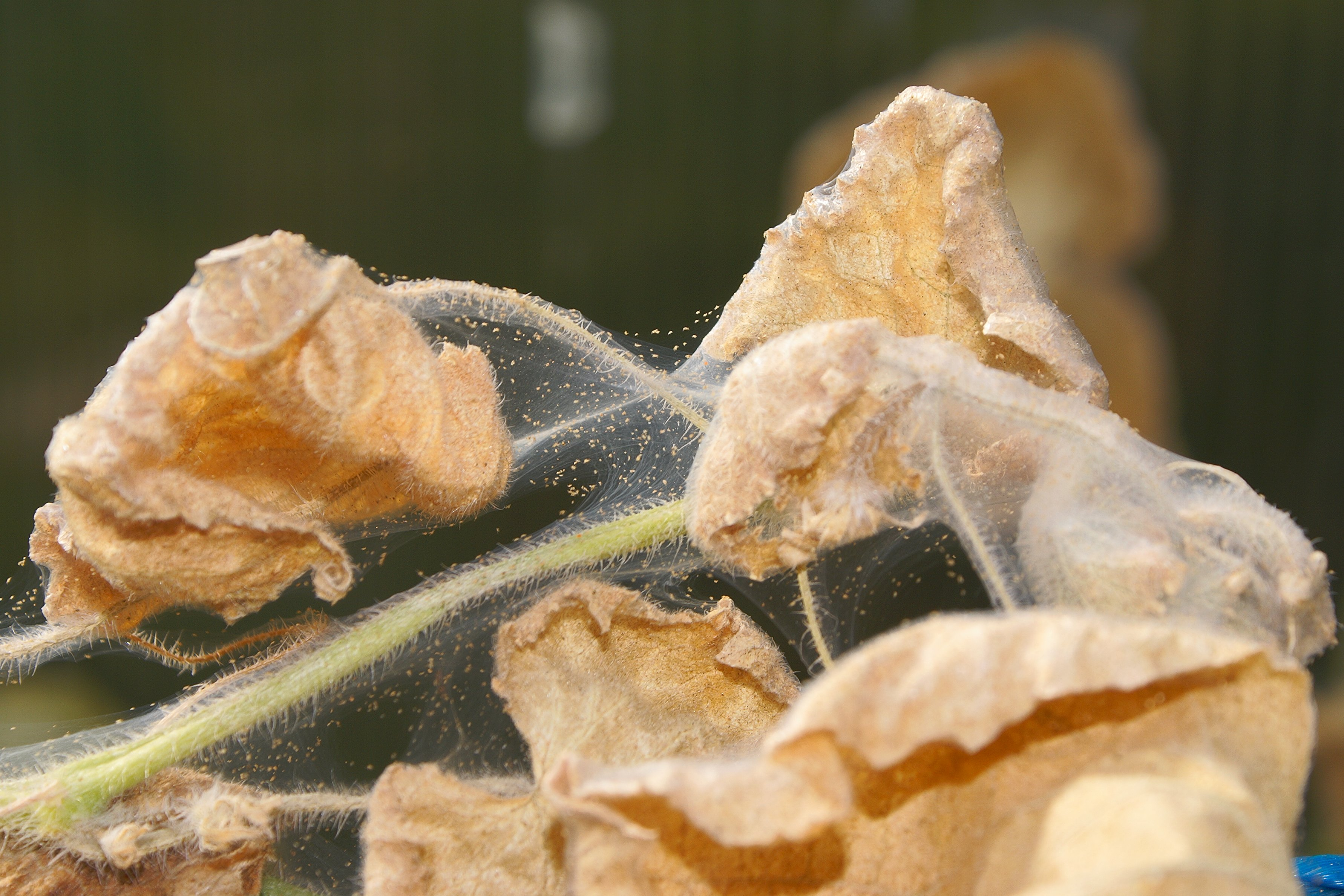
ハダニ被害・枯れかけた状態